# Биба, Алексей Григорьевич
Алексей Григорьевич Биба (25 февраля 1903, Новотроицкое, Таврическая губерния — 26 декабря 1972, Феодосия, Крымская область) — советский авиатор, лётчик-испытатель, полковник (1949).

## Биография
Родился 25 (12) февраля 1903 года в посёлке Новотроицкое ныне Херсонской области (Украина). В 1921 окончил 4 класса высшего начального училища, в 1924 — 2 курса профтехшколы в городе Геническ (Херсонская область). В армии с ноября 1925. До 1926 служил в ВВС красноармейцем. В 1927 окончил Ленинградскую военно-теоретическую школу ВВС, в 1928 — Качинскую ВАШЛ.
Служил в строевых частях ВВС Дальневосточного ВО. В июне-августе 1932 в должности командира корабля 78-го авиаотряда находился в особой командировке в Монголии. Участвовал в ликвидации Хубсугульского восстания в 1932 году. В 1933 окончил КУНС при Военно-воздушной академии имени Н. Е. Жуковского. Продолжал службу в строевых частях ВВС. С 1938 служил в морской авиации ВВС Тихоокеанского флота, с 1939 года в ВВС Черноморского флота. Участник Великой Отечественной войны: в июне-ноябре 1941 — командир 2-го минно-торпедного авиационного полка ВВС Черноморского флота. 4 марта 1942 года был назначен командиром формирующегося 36-й минно-торпедный авиационный полк на Ил-4. 12 июня 1942 года снят с должности за аварийность в полку.
Иное описание смены руководства 36-го МТАП приводит в своих мемуарах командир звена этого полка младший лейтенант В. И. Минаков. В 20-х числах июня 1942 года на самолёте Ил-4 он доставил к новому месту службы в Моздок бывшего командира полка подполковника Бибу, который выполнил своё задание: сформировал полк и передал его майору Ефремову. Теперь командование направляло опытного организатора на формирование новой авиационной части.
В июне-октябре 1942 — лётчик-испытатель НИИ морской авиации. В 1942—1943 годах в Управлении боевой подготовки Главного Управления ВВС ВМФ. С сентября 1943 — вновь на лётно-испытательной работе в НИИ авиации ВМФ (НИИ-15). Полковник (1949). Участвовал в испытаниях Ту-14Т в 1951 году, Ту-16Т в 1954 году.
С августа 1956 года вышел в запас. Жил в городе Феодосия в Крымской области. Умер 26 декабря 1972 года. Похоронен в Феодосии, на Старом кладбище.

## Награды
Советские награды
- орден Красной Звезды (25.05.1936)
- юбилейная медаль ХХ лет Рабоче-Крестьянской Красной Армии (1938)
- медаль За оборону Одессы (1943)
- медаль За оборону Севастополя (07.09.1943)
- орден Отечественной войны 1-й степени (19.08.1944)
- орден Красной Звезды (03.11.1944)
- медаль «За победу над Германией в Великой Отечественной войне 1941—1945 гг.» (25.09.1945)
- орден Красного Знамени (30.04.1946)
- орден Ленина (02.06.1951)[4],
- орден Красного Знамени (30.12.1956)

Иностранные награды
- монгольский орден Боевого Красного Знамени (25.08.1932).

## Примечание
1. 1 2 3 4 5  Симонов А. А. Биба Алексей Григорьевич. Сайт Испытатели (15 октября 2018). Дата обращения: 17 декабря 2022. Архивировано 17 декабря 2022 года.
2. ↑  Харин В. В. Биба Алексей Григорьевич. Авиаторы Второй мировой (2022). Дата обращения: 17 декабря 2022. Архивировано 17 декабря 2022 года.
3. ↑  Минаков В. И. Фронт до самого неба. — Записки морского лётчика. — Москва: ДОСААФ СССР, 1977. — 208 с. — 200 000 экз.
4. 1 2  Биба Алексей Григорьевич. ОБД Память народа. Министерство обороны РФ (2022). Дата обращения: 17 декабря 2022. Архивировано 17 декабря 2022 года.